# Banbridge Hockey Club
Der Banbridge Hockey Club ist einer der ältesten und erfolgreichsten Hockeyvereine Irlands. Der in Banbridge, County Down, Nordirland beheimatete Verein spielt in roten Trikots, schwarzen Shorts und gelben Stutzen. Über die regionale Ulster Hockey Union gehört der 1897 gegründete Club der Irish Hockey Association an. Die 1. Herren spielen in der Premier League der Ulster Senior League. 2011 gewann das Team erstmals die parallel dazu ausgespielte Irish Hockey League und nimmt dadurch 2011/2012 erstmals an der Euro Hockey League teil. Dort trifft Banbridge in der Vorrunde auf Uhlenhorster HC aus Hamburg und dem französischen Vertreter CA Montrouge. Auf europäischer Ebene stellt der Gewinn der zweitklassigen Euro Hockey Club Champions Trophy 1985 den größten Erfolg da. Im Endspiel wurde der damalige italienische Serienmeister Amsicora geschlagen. Durch den Sieg bei dem Turnier auf eigener Anlage sicherte das Team Irland 1986 einen Startplatz beim erstklassigen Euro Hockey Club Champions Cup.

## Erfolge Herren
| Europapokalbilanz Herren Feld |                       |        |       |           |
| Jahr                          | Wettbewerb            | Niveau | Platz | Ort       |
| 1983                          | Club Champions Trophy | 2      | 2     | Subotica  |
| 1985                          | Club Champions Trophy | 2      | 1     | Banbridge |
| 1987                          | Club Champions Trophy | 2      | 2     | Swansea   |
| 1990                          | Cup Winners Cup       | 1      | 5     | Stuttgart |
| 1995                          | Cup Winners Trophy    | 2      | 3     | Brüssel   |
| 2012                          | Euro Hockey League    | 1      | VR 24 | Antwerpen |
| 2014                          | Club Challenge        | 3      | 1     | Rakovnik  |
| 2016                          | Club Trophy           | 2      | 2     | Glasgow   |
| 2017                          | Euro Hockey League    | 1      | AF    | Eindhoven |
| 2018                          | Euro Hockey League    | 1      | VR 24 | Barcelona |

- Euro Hockey Club Champions Trophy: 1985

- Euro Hockey Club Challenge: 2014

- Irish Hockey League: 2010-11

- Irish Senior Cup: 1906-07, 1922-23, 1923-24, 1925-26, 1947-48, 1955-56, 1981-82, 1983-84, 1985-86, 2014-15, 2016-17

- Ulster Senior League: 1901-02, 1903-04, 1908-09, 1909-10, 1910-11, 1912-13, 1913-14, 1925-26, (geteilt) 1957-58, 1961-62, 1985-86, 1986-87, 1987-88, 1988-89, 2012-13

- Kirk Cup: 1905-06, 1908-09, 1909-10, 1910-11, 1912-13, 1913-14, 1919-20, 1925-26, 1926-27, 1934-35, 1937-38, 1949-50, 1950-51, 1956-57, 1982-83, 1985-86, 1986-87, 1987-88, 2005-06, 2010-11, 2014–15